# Megalithone megacerca
Megalithone megacerca is een insect uit de familie van de Ithonidae, die tot de orde netvleugeligen (Neuroptera) behoort. 
Megalithone megacerca is voor het eerst wetenschappelijk beschreven door Tillyard in 1919.